# Walter Hohmann

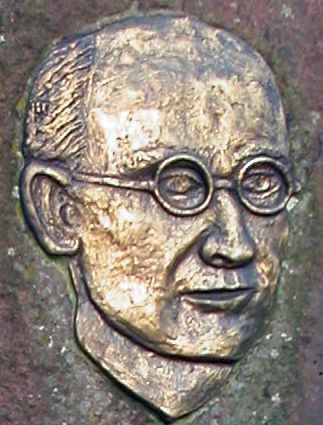
Walter Hohmann auf einem Gedenkstein an der Walter-Hohmann-Sternwarte in Essen, der zum 25-jährigen Bestehen der Sternwarte enthüllt wurde

Walter Hohmann (* 18. März 1880 in Hardheim im Odenwald; † 11. März 1945 in Essen) war ein deutscher Bauingenieur und kommunaler Baubeamter sowie Raumfahrtpionier.

## Leben
Seine Eltern waren der Arzt Rudolf Hohmann (1845–1919) und dessen Ehefrau Emma Kümmel-Drube (1843–1928).
Seine Kindheit verbrachte er in Hardheim sowie in Port Elizabeth in Südafrika. Von 1891 an besuchte er das Humanistische Gymnasium in Würzburg. Nach dem Abitur im Jahr 1900 studierte er bis 1904 Bauingenieurwesen an der Technischen Hochschule München. Nach Abschluss des Studiums arbeitete er von 1904 bis 1912 als Prüfingenieur für Baustatik in Wien, Berlin, Hannover und Breslau. 1912 wurde er als Stadtbaurat Leiter der Statikabteilung der Essener Baupolizei und gründete die Materialprüfstelle der Stadt Essen. 1916 legte er seine Dissertation Versuche über das Zusammenwirken von altem und neuem Beton in Eisenbetonkonstruktionen bei der RWTH Aachen vor, wegen der damaligen Kriegs- und Nachkriegszustände wurde die Promotion jedoch erst 1920 vollzogen. Am 20. Juli 1933 wurde er gleichzeitig zum Leiter des Prüfungsamts für statische Berechnungen für das Gebiet des Ruhrsiedlungsverbands und des Regierungsbezirks Düsseldorf ernannt.
Neben seinem Beruf wandte sich Hohmann Fragen der Himmelsmechanik und der Raumfahrt zu. Er berechnete in den Jahren von 1911 bis 1915, welche Eigenschaften ein raketengetriebenes Raumschiff haben muss, um bei geringstem Energieaufwand zu anderen Planeten zu gelangen. Dabei untersuchte er neben dem Problem der Erreichung der Fluchtgeschwindigkeiten auch den Wiedereintritt in die Erdatmosphäre. 1925 veröffentlichte er seine Arbeiten in dem Werk Die Erreichbarkeit der Himmelskörper, darin auch die Hohmann-Bahn, die einen energetisch günstigen Übergang zwischen zwei Bahnen um einen dominierenden Himmelskörper beschreibt. Die in diesem Werk dargelegten Ideen wurden teilweise später in das Apollo-Programm zur bemannten Mondlandung aufgenommen. Es wurde ins Englische und 1938 ins Russische übersetzt. Hohmann unterhielt unter anderem Kontakte zum Physiker Hermann Oberth und zum Astronom Max Valier. Ab 1927 war er Vorstandsmitglied im Verein für Raumschiffahrt in Breslau.
Hohmann starb am 11. März 1945 völlig entkräftet von dauernden Luftalarmen und Bombenangriffen in einem Essener Krankenhaus. Er erhielt ein Ehrengrab der Stadt Essen auf dem Friedhof Bredeney.
Hohmann heiratete 1915 in Hannover Luise Jünemann (1892–1959). Das Paar hatte zwei Kinder.

## Nachwirkung

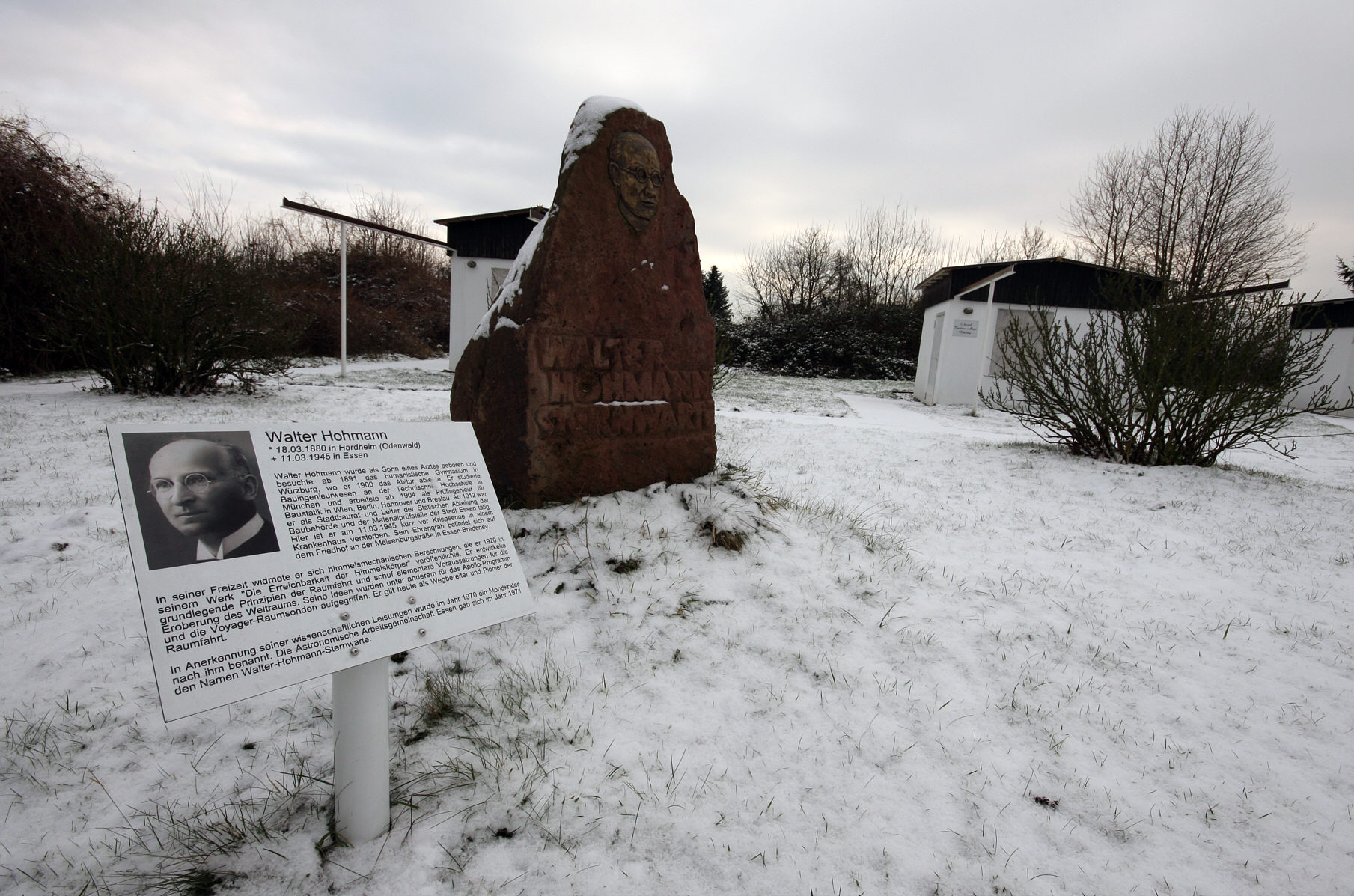
Gedenkstein und Gedenktafel an der Walter-Hohmann-Sternwarte

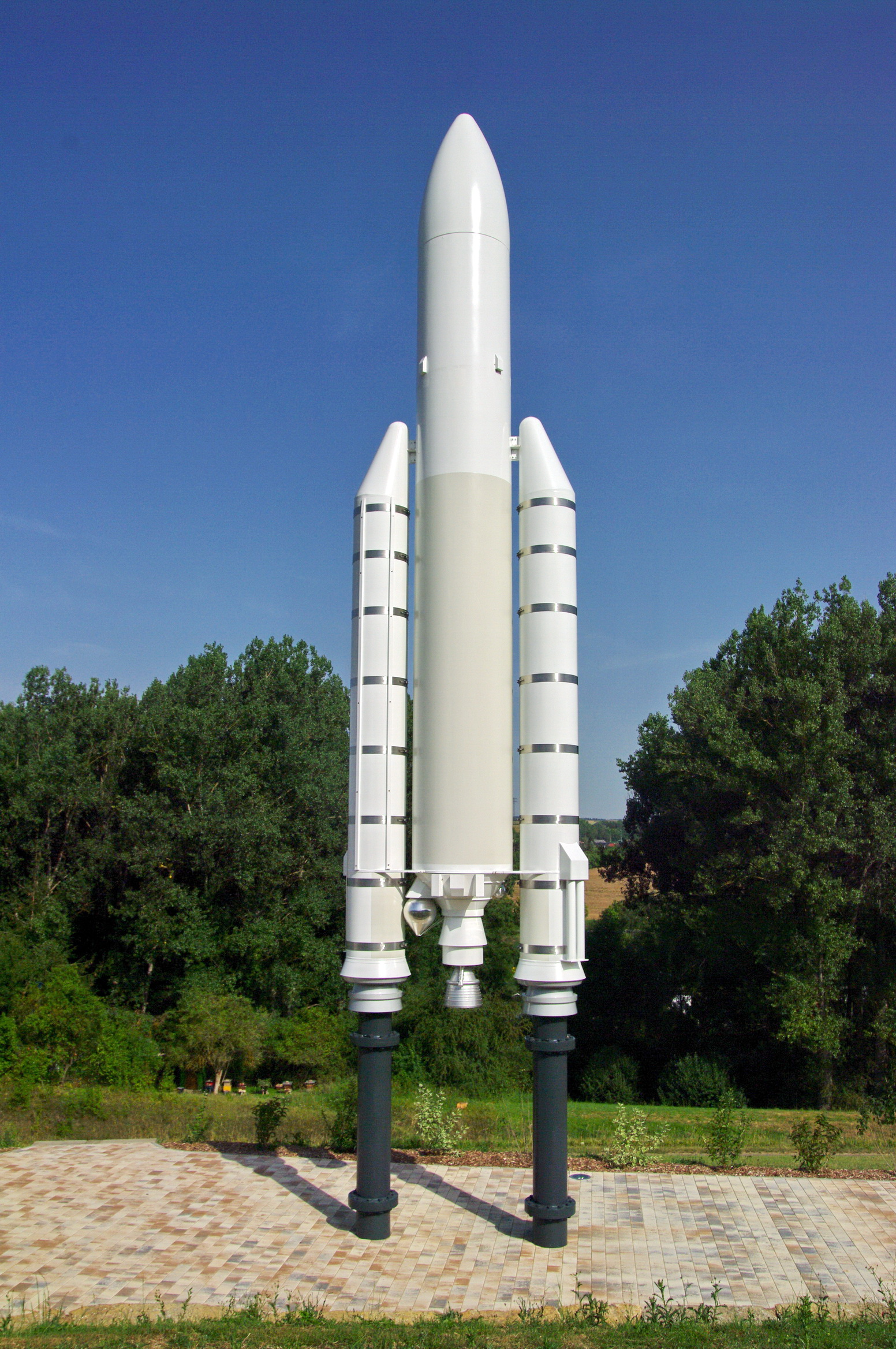
Ariane-5-Rakete auf der Walter-Hohmann-Höhe in Hardheim

Hohmanns Werk Die Erreichbarkeit der Himmelskörper (1925) gilt als erste mathematisch fundierte Darlegung der elementaren Grundlagen der Raumfahrtbahntechnik.
In Erinnerung an den Raumfahrtpionier sind eine Straße in der Essener Südstadt und die Walter-Hohmann-Sternwarte in Essen nach ihm benannt. Sie ist eine von einem gemeinnützigen Verein betriebene Volkssternwarte im Stadtteil Schuir und ist auch an der Planetoiden-Forschung beteiligt. Gegründet wurde die Sternwarte von einer kleinen Gruppe astronomisch interessierter Bürger im Jahr 1969. Seit dem Jahr 1971 heißt sie Walter-Hohmann-Sternwarte Essen e. V.
In seinem Geburtsort gibt es den Astronomie-Arbeitskreis Walter-Hohmann-Sternwarte, das Walter-Hohmann-Schulzentrum und die Walter-Hohmann-Höhe, auf der 2012 das Walter-Hohmann-Denkmal mit einem Modell der Ariane-5-Rakete im Maßstab 1:4 aufgestellt wurde. Bereits 1970 erhielt der Krater Hohmann nahe dem Rand auf der Mondrückseite in Würdigung der herausragenden wissenschaftlichen Leistungen seinen Namen.

## Auszeichnungen
- 1929 wurde er bei der ersten Vergabe des Prix international d'astronautique (REP-Hirsch-Preis) mit einer „besonderen Erwähnung“ geehrt.

## Schriften
- Die Erreichbarkeit der Himmelskörper. 1. Auflage, Oldenbourg, München 1925. / 3., ergänzte Auflage, Oldenbourg, München 1994, ISBN 3-486-23106-5. Die Erreichbarkeit der Himmelskörper (PDF; 4,3 MB)
- Fahrtrouten, Fahrtzeiten, Landungsmöglichkeiten. In: Willy Ley (Hrsg.): Die Möglichkeiten der Weltraumfahrt. Hachmeister & Thal, Leipzig 1928.

## Einzelbelege
1. ↑  H. Wittbrod, H. Mielke, G. Narimow, J. Saizew: Weltraum und Erde. Band 3: Planetenforschung mit Raumsonden. transpress VEB Verlag für Verkehrswesen, Berlin 1982, S. 186.
2. ↑  Anfrage an Walter-Hohmann-Sternwarte Essen e. V.: Der russische Kosmonaut Georgi Gretschko belegte, dass dieses Werk bereits 1938 ins Russische übersetzt wurde. Online unter www.sternwarte-essen.de
3. ↑  Ehrengräber der Stadt Essen. (PDF; 230 kB) Historischer Verein für Stadt und Stift Essen e. V., abgerufen am 2. August 2017.
4. ↑  Rakete zu Ehren von Walter Hohmann

| Personendaten    | Personendaten                                                         |
| ---------------- | --------------------------------------------------------------------- |
| NAME             | Hohmann, Walter                                                       |
| KURZBESCHREIBUNG | deutscher Bauingenieur, Prüfingenieur für Baustatik, Raumfahrtpionier |
| GEBURTSDATUM     | 18. März 1880                                                         |
| GEBURTSORT       | Hardheim, Deutschland                                                 |
| STERBEDATUM      | 11. März 1945                                                         |
| STERBEORT        | Essen, Deutschland                                                    |